# 지미 웡

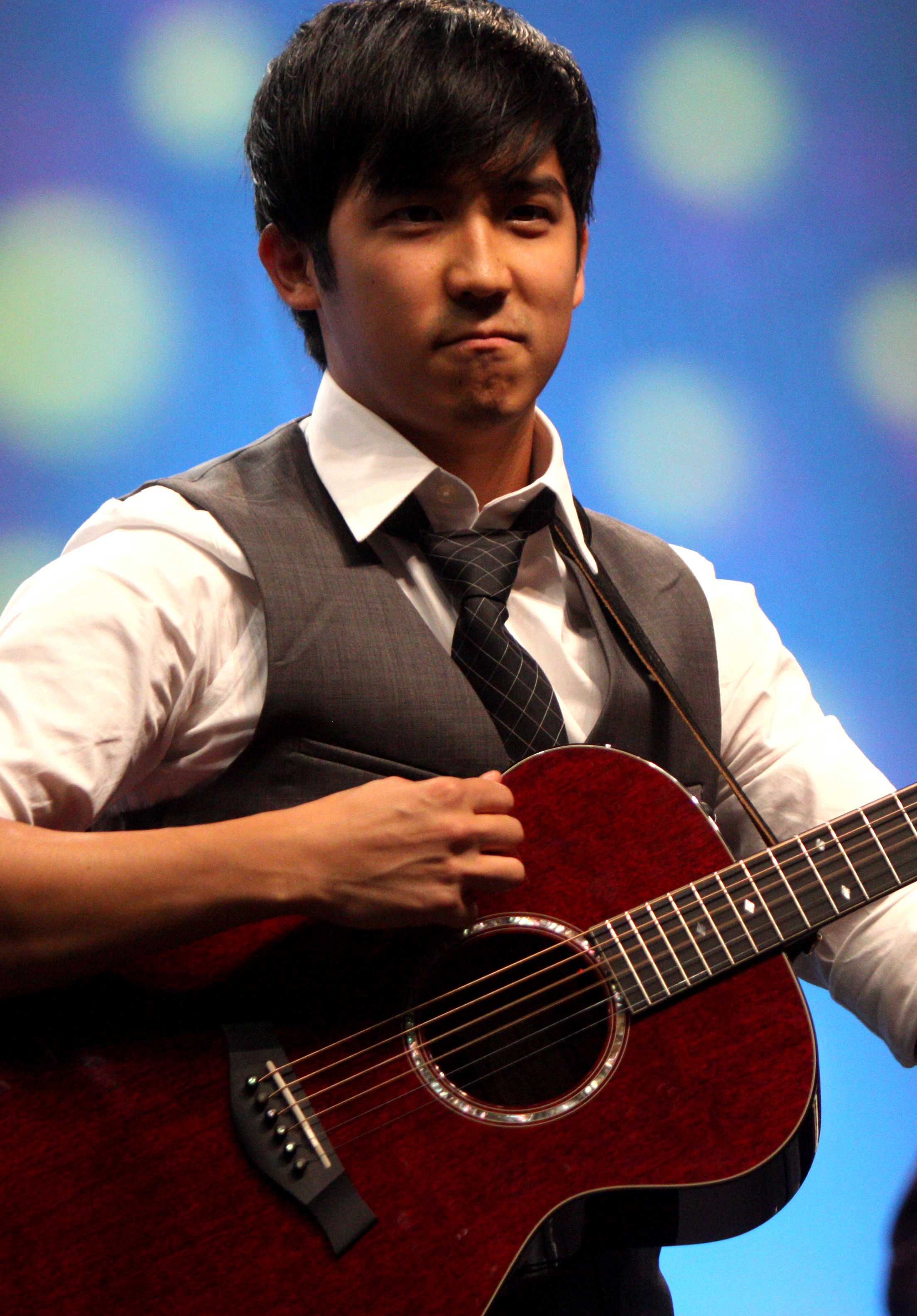

지미 웡(Jimmy Wong, 1986년 3월 28일 ~ )은 미국의 배우, 가수, 유튜버, 텔레비전 배우, 영화배우이다.
시애틀에서 태어났다.

## 영화
- 위시 드래곤 (2021년) - 딩 역
- 더 서클 (2017년) - 외국 서클멤버 역
- 존은 끝에 가서 죽는다 (2012년) - 프레드 추 역